# Funció fitada

Una il·lustració esquemàtica d'una funció fitada (vermell) i una no fitada (blau). Intuïtivament, el gràfic d'una funció fitada es queda dins d'una banda horitzontal, mentre que el gràfic d'una funció no fitada no ho fa.

En matemàtiques, una funció {\displaystyle f} definida en algun conjunt {\displaystyle X} amb valors reals o complexos s'anomena fitada, si el conjunt dels seus valors és fitat. En altres paraules, hi ha un nombre real {\displaystyle M<\infty }; tal que
{\displaystyle |f(x)|\leq M,\forall x\in X}
A vegades, si {\displaystyle f(x)\leq A} per tot {\displaystyle x} de {\displaystyle X}, llavors la funció es diu que és fitada per damunt i {\displaystyle A} es diu que és una fita superior. D'altra banda, si {\displaystyle f(x)\geq B} per tot {\displaystyle A} de {\displaystyle X}, llavors la funció es diu que és fitada per davall i {\displaystyle B} es diu que és una fita inferior.
El concepte no s'hauria de confondre amb el d'operador fitat.
Un cas especial important és un successió fitada, on {\displaystyle X} és el conjunt {\displaystyle \mathbb {N} } de nombres naturals. Així una successió {\displaystyle f=(a_{0},a_{1},a_{2},\dots )}, és fitada si existeix un nombre real {\displaystyle M<\infty } tal que
{\displaystyle |a_{n}|\leq M,\forall n\in \mathbb {N} }
El conjunt de totes les successions fitades, proveïdes amb una estructura d'espai vectorial, formen un espai de successions.
Aquesta definició es pot estendre a funcions amb valors en un espai mètric {\displaystyle Y}. Una funció {\displaystyle f} amb valors en un espai mètric {\displaystyle X} s'anomena fitada si per a alguns {\displaystyle a} de {\displaystyle Y} existeix un nombre real {\displaystyle M<\infty }; tal que
{\displaystyle d(f(x),a)\leq M,\forall x\in X}
Si aquest és el cas, hi ha també un {\displaystyle M} per a qualsevol altre {\displaystyle a}.

## Exemples
- La funció {\displaystyle f:\mathbb {R} \rightarrow \mathbb {R} } definida per {\displaystyle f(x)=\sin(x)} és fitada. La funció sinus no és fitada si es defineix sobre del conjunt de tots els nombres complexos

- La funció

{\displaystyle f(x)={\frac {1}{x^{2}-1}}}
definida per a tot real {\displaystyle x} diferent de −1 o 1 no és fitada. A mesura que {\displaystyle x} s'apropa a −1 o a 1, els valors d'aquesta funció es fan més i més grans en magnitud. Aquesta funció es pot fer fitada si es considera que el seu domini és, per exemple, [2, ∞)...
- La funció

{\displaystyle f(x)={\frac {1}{x^{2}+1}}}
definida per a tot real {\displaystyle x} és fitada.
- Cada funció contínua {\displaystyle f:[0,1]\rightarrow \mathbb {R} } és fitada. Això és en realitat un cas especial d'un fet més general: Tota funció contínua d'un espai compacte en un espai mètric és fitada.

- La funció {\displaystyle f} que pren el valor 0 per {\displaystyle x} racional i 1 per {\displaystyle x} irracional és fitada. Així, una funció no cal que sigui "bonica" per ser fitada. El conjunt de totes les funcions fitades definides a [0,1] és molt més gran que el conjunt de les funcions contínues en aquest interval.